# Francisco Joaquim Gomes Ribeiro

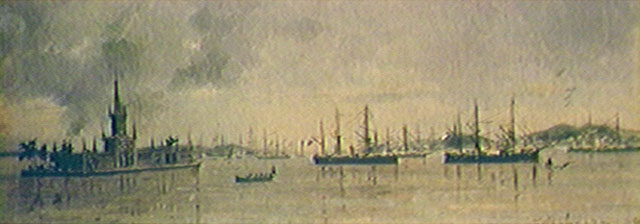
Ribeiro (1889), Vista da Baía de Guanabara com a Ilha Fiscal, no Dia do Último Baile do Império

Francisco Joaquim Gomes Ribeiro (Portugal, 1855 — Rio de Janeiro, 1900). Foi um pintor, professor, desenhista, um dos expoentes do impressionismo no Brasil.

## Vida
Estudou na Academia Imperial de Belas Artes - AIBA, no Rio de Janeiro, entre 1882 e 1884. Em 1884 abandona a Academia e torna-se membro do célebre grupo organizado pelo alemão Georg Grimm, chamado "Grupo Grimm", juntamente com: Antônio Parreiras, Giovanni Battista Castagneto, França Júnior, Hipólito Boaventura Carón e Domingo Garcia y Vásquez. Um de seus quadros mais famosos retratou o Baile da Ilha Fiscal, o último baile do Império do Brasil. 
Em 1892 realizou sua maior exposição, no Ateliê Moderno, sendo então admitido como professor de Desenho de Figuras no Liceu de Artes e Ofícios do Rio de Janeiro.
Entre 1892 e 1896 e dedica-se ao desenho técnico de Engenharia.